# Pachypeza borealis
Pachypeza borealis es una especie de escarabajo del género Pachypeza, familia Cerambycidae.

## Historia
Fue descrita científicamente por primera vez en el año 1998 por Hovore & Giesbert.